# Лабазанов, Ибрагим Сулейманович
Ибраги́м Сулейма́нович Лабаза́нов (род. 15 сентября 1987, Мартыновский район, Ростовская область) — российский борец греко-римского стиля, чемпион и призёр чемпионатов России, призёр Всемирных игр боевых искусств 2013 года в Санкт-Петербурге, мастер спорта России международного класса. Член сборной команды страны с 2010 года. Участвовал в Олимпийских играх 2016 года в Рио-де-Жанейро, где выступил неудачно. По национальности — чеченец.
В феврале 2020 года на чемпионате континента в итальянской столице, в весовой категории до 63 кг Ибрагим в схватке за чемпионский титул уступил спортсмену из Белоруссии Максиму Негоде и завоевал серебряную медаль европейского первенства.

## Спортивные результаты
- Чемпионат России по греко-римской борьбе 2006 года — ;
- Чемпионат России по греко-римской борьбе 2012 года — ;
- Гран-при Ивана Поддубного 2012 года — ;
- Чемпионат России по греко-римской борьбе 2013 года — ;
- Чемпионат России по греко-римской борьбе 2014 года — ;
- Чемпионат России по греко-римской борьбе 2015 года — ;
- Гран-при Ивана Поддубного 2016 года — [3];
- Чемпионат России по греко-римской борьбе 2016 года — ;
- Чемпионат России по греко-римской борьбе 2017 года — ;
- Чемпионат России по греко-римской борьбе 2018 года — ;
- Чемпионат России по греко-римской борьбе 2020 года — ;
- Чемпионат России по греко-римской борьбе 2022 года — ;

## Семья
Младший брат Чингиз Лабазанов — чемпион России и мира по греко-римской борьбе, Заслуженный мастер спорта России.